# Gmina Središče ob Dravi
Središče ob Dravi – gmina w Słowenii. W 2002 roku liczyła 2307 mieszkańców.

## Miejscowości
Miejscowości wchodzące w skład gminy Središče ob Dravi:
- Godeninci,
- Grabe,
- Obrež,
- Središče ob Dravi – siedziba gminy,
- Šalovci.